# 손광업
손광업(1970년 7월 3일 ~ )은 대한민국의 배우이다.

## 출연작

### 영화
- 《엽기적인 그녀》 (2001년) - 조폭 3 역
- 《좋지 아니한가》 (2007년) - 용태 담임 역
- 《펀치 레이디》 (2007년) - 주창 코치 역
- 《육혈포 강도단》 (2010년) - 단속 경찰 역
- 《해적: 바다로 간 산적》 (2014년) - 명 황제 홍무제 역
- 《연애의 맛》 (2015년) - 2단3단 남 역
- 《미쓰 와이프》 (2015년) - 형사 2 역
- 《레나》 (2016년) - 의사 역
- 《양아치 느와르》 (2018년) - 동만 역 (특별출연)
- 《내안의 그놈》 (2019년) - 조 과장 역
- 《싱어송》 (2022년)

### 드라마
- 《경찰청 사람들》 - 점퍼속의 독수리 (1993년, MBC) - 조태일 역
- 《최강칠우》 (2008년, KBS2) - 오십부장 역
- 《기황후》 (2013년, MBC) - 자객 막손 역
- 《삼총사》 (2014년, tvN) - 박서민 역
- 《밀회》 (2014년, JTBC)
- 《복면검사》 (2015년, KBS2)
- 《아름다운 나의신부》 (2015년, OCN) - 마성진 (마빡) 역
- 《동네변호사 조들호》 (2016년, KBS2) - 이명준 역
- 《옥중화》 (2016년, MBC)
- 《피고인》 (2017년, SBS) - 김규철 교도소장 역
- 《무궁화 꽃이 피었습니다》 (2017년, KBS1) - 이교석 역
- 《미스티》 (2018년, JTBC) - 고선배 역
- 《백일의 낭군님》 (2018년, tvN) - 장문석 역
- 《흉부외과 - 심장을 훔친 의사들》 (2018년, SBS) - 손재명 역
- 《은주의 방》 (2018년, OLIVE)
- 《킬잇》 (2019년, OCN)
- 《17세의 조건》 (2019년, SBS) - 손광업 역
- 《스토브리그》 (2019년, SBS) - 최용구 역
- 《메모리스트》 (2020년, TVN) - 변영수 역
- 《번외수사》 (2020년, OCN) - 방송국 국장 역
- 《철인왕후》 (2020년, TVN) - 김창혁 역
- 《마녀식당으로 오세요》 (2021년, TVING)
- 《두 번째 남편》 (2021년, MBC) - 강인호 역
- 《미씽 : 그들이 있었다 2》 (2022년, TVN) -  이진성 역

### 뮤지컬
- 《빠담빠담빠담》 (2004년) - 마르셀 세르당 역
- 《고구려 뮤지컬 수천》 (2004년) - 광개토대왕 역
- 《패션 오브 더 레인》 (2006년)
- 《하루》 (2007년) - 삼총사 역
- 《사랑은 비를 타고》 (2007년) - 동욱 역
- 《대장금》 (2007년) - 중종 역
- 《실연남녀》 (2007년) - 이재수 역
- 《인당수 사랑가》 (2007년) - 변학도 역
- 《삼총사》 (2009년) - 추기경 역
- 《남한산성》 (2009년) - 김상헌 역
- 《두 번째 태양》 (2010년) - 이든 역
- 《투란도트》 (2011년) - 알티움 역
- 《부용지애》 (2011년) - 서애 역
- 《부활 - 더 골든 데이즈》 (2011년) - 카스토 역
- 《영웅을 기다리며》 (2012년) - 이순신 역
- 《투란도트》 (2016년)